# Illar (Tulkarem)
Illar (àrab: عِلار, ʿIllār) és un municipi palestí de la governació de Tulkarem, a Cisjordània, 20 kilòmetres al nord-est de Tulkarem. Segons l'Oficina Central Palestina d'Estadístiques tenia 6.190 habitants el 2006. El 5,4 % de la població d'Illar eren refugiats, en 1997. El 6,6% de la població d'Illar eren refugiats en 1997. Els serveis sanitaris de les viles del voltant es basen a Illar, on són designades com a MOH nivell 2.

## Història
En 1882 el Survey of Western Palestine del Fons per a l'Exploració de Palestina la descriu com "una petita vila al costat d'un turó, amb oliveres i pous."

### Època del Mandat Britànic
Segons el cens organitzat en 1922 per les autoritats del Mandat Britànic, Allar tenia 835 musulmans, incrementats en el cens de Palestina de 1931 a 1047 musulmans, en 268 cases.
En 1945 la població d'Illar era de 1,450 musulmanss, amb 13,981 dúnams de terra segons un cens oficial de terra i població. 4,432 dúnams eren plantacions i terra de rec, 5,431 usades per cereals, i 33 dúnams eren sòl urbanitzat.

### Després de 1948
Després de la de la Guerra araboisraeliana de 1948, i després dels acords d'Armistici de 1949, Illar va restar en mans de Jordània. Després de la Guerra dels Sis Dies el 1967, ha estat sota ocupació israeliana